# Đại hội Thể thao châu Á 1974
Đại hội Thể thao châu Á 1974 (tiếng Ba Tư: بازی‌های آسیایی VII), còn được gọi là  Đại hội Thể thao châu Á lần thứ 7, Tehran 1974 (tiếng Ba Tư: تهران ۱۹۷۴), diễn ra từ ngày 1 đến 16 tháng 9 năm 1974 tại Tehran, Iran. Khu liên hợp thể thao Aryamehr đã được xây dựng phục vụ cho kỳ đại hội này. Đây là lần đầu tiên Đại hội Thể thao châu Á được tổ chức tại khu vực Trung Đông. Thủ đô Tehran của Iran đã chào đón 3.010 vận động viên đến từ 25 quốc gia và Ủy ban Olympic quốc gia (NOC), con số cao nhất kể từ khi đại hội được khởi xướng.
Ba môn đấu kiếm, thể dục dụng cụ và bóng rổ nữ được bổ sung vào hệ thống thi đấu. Kỳ đại hội này cũng nổi bật với việc áp dụng công nghệ hiện đại như đường chạy tổng hợp và máy ảnh ghi kết quả ảnh chụp đích.

## Lịch sử
Bắt đầu từ năm 1962, Đại hội Thể thao châu Á gặp phải nhiều khủng hoảng. Đầu tiên, nước chủ nhà Indonesia từ chối cho phép Israel và Trung Hoa Dân Quốc (Đài Loan) tham dự do các vấn đề chính trị và tôn giáo. Kết quả là Ủy ban Olympic Quốc tế (IOC) đã rút tài trợ và hủy tư cách thành viên IOC của Indonesia. Liên đoàn Bóng đá châu Á (AFC), Liên đoàn Điền kinh Quốc tế (IAAF) và Liên đoàn Cử tạ Quốc tế (IWF) cũng rút công nhận đối với kỳ đại hội này.

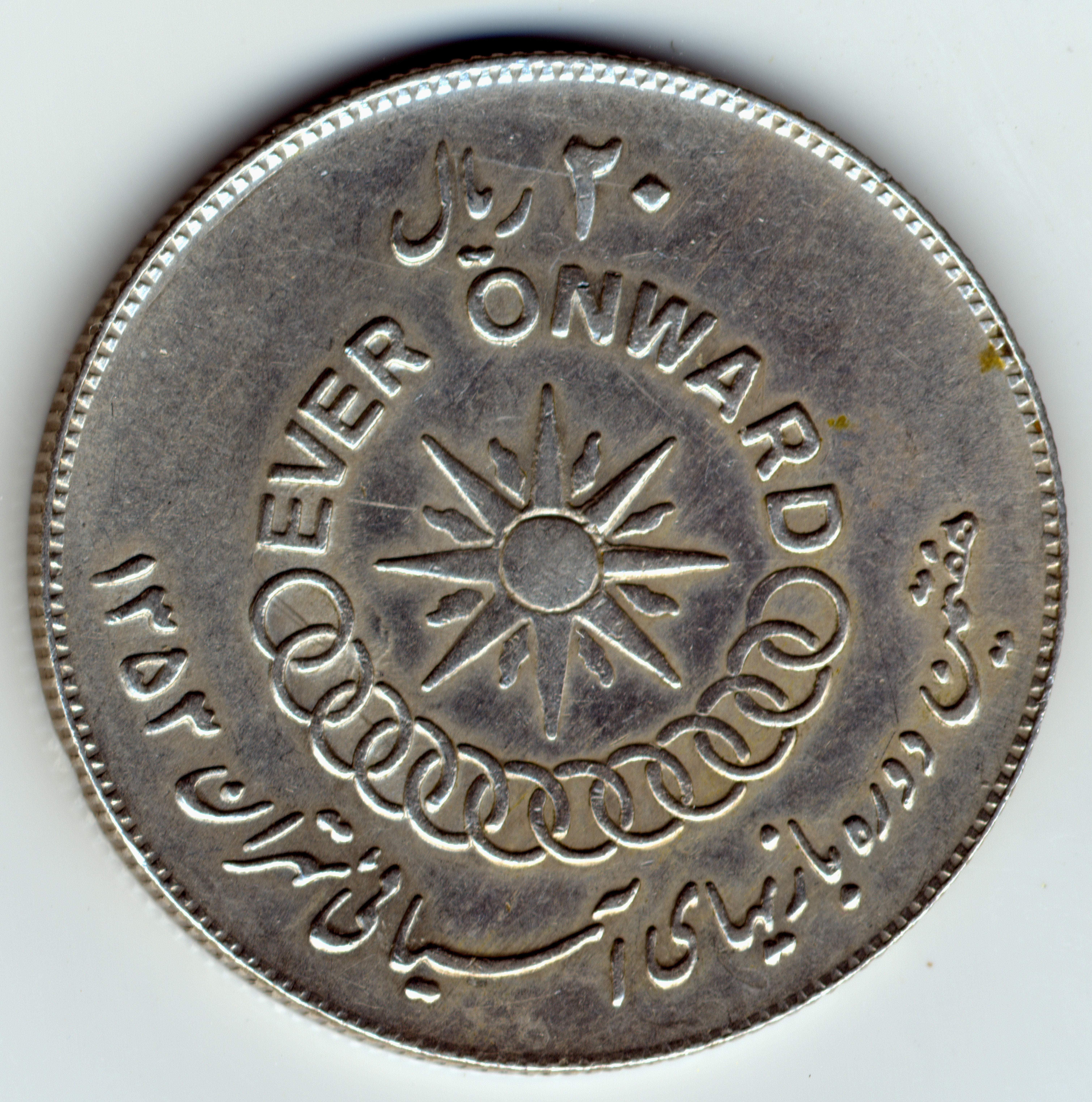
Mặt sau của đồng xu 20 Rials Iran – công trình kỷ niệm Đại hội Thể thao châu Á 1974

Năm 1970, Hàn Quốc hủy kế hoạch đăng cai do khủng hoảng an ninh quốc gia; tuy nhiên, lý do chính là khủng hoảng tài chính. Vì thế, nước chủ nhà trước đó là Thái Lan lại phải tiếp quản và tổ chức kỳ đại hội một lần nữa tại Bangkok, với nguồn kinh phí được chuyển từ Hàn Quốc. Trước đó, Nhật Bản cũng được mời đăng cai nhưng từ chối do đang tổ chức Triển lãm Thế giới 1970 tại Osaka. Kỳ đại hội này cũng đánh dấu lần đầu tiên được truyền hình trên toàn thế giới.
Điền kinh là một trong những môn thể thao nổi bật tại kỳ đại hội này. Vận động viên người Iran – Reza Entezari – đã giành huy chương bạc ở các nội dung chạy 400m và 800m, cũng như huy chương đồng ở nội dung tiếp sức 4x400m.

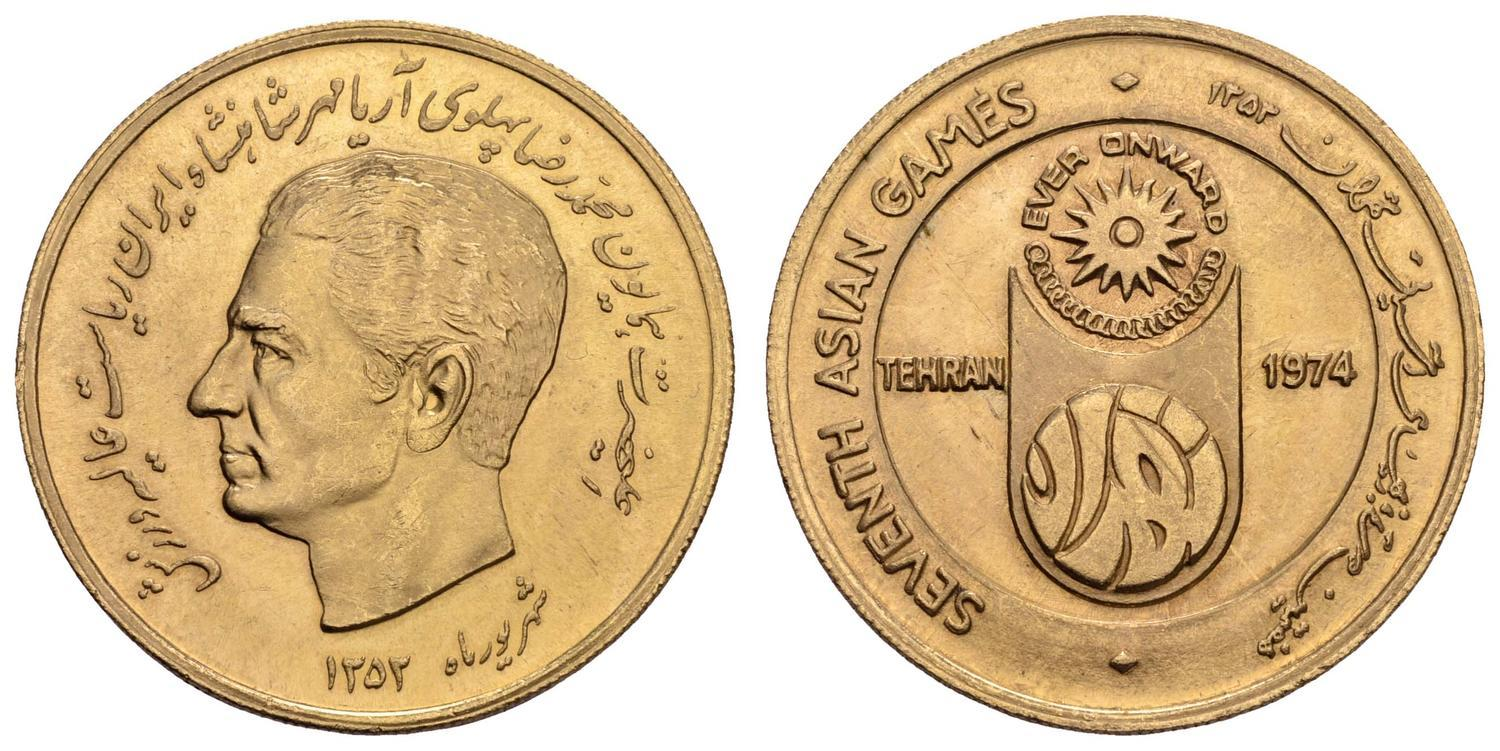
Huy chương vàng lưu niệm của Đại hội Thể thao châu Á lần thứ 7 – Tehran 1974

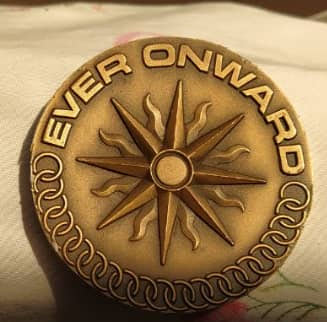

## Chọn nước chủ nhà
On 11 and 12 January 1968, a meeting was organised in Bangkok, involving the representatives of nine Asian National Olympic Committees. The framework of the meeting was set up in another meeting held on 1 September 1970 during the first Bangkok Asian Games. Tehran was selected as host city after defeating Kuwait City and Tel Aviv.
Vào ngày 11 và 12 tháng 1 năm 1968, một cuộc họp được tổ chức tại Bangkok với sự tham gia của đại diện từ chín Ủy ban Olympic quốc gia châu Á. Khung chương trình của cuộc họp này được hình thành từ một cuộc họp khác vào ngày 1 tháng 9 năm 1970 trong khuôn khổ Đại hội Thể thao châu Á lần đầu tổ chức tại Bangkok. Tehran được chọn làm thành phố đăng cai sau khi vượt qua Thành phố Kuwait và Tel Aviv.
| Kết quả bầu chọn nước chủ nhà Á vận hội 1974 | Kết quả bầu chọn nước chủ nhà Á vận hội 1974 | Kết quả bầu chọn nước chủ nhà Á vận hội 1974 | Kết quả bầu chọn nước chủ nhà Á vận hội 1974 |
| Thành phố                                    | Ủy ban Olympic quốc gia                      | Vòng 1                                       | Vòng 2                                       |
| -------------------------------------------- | -------------------------------------------- | -------------------------------------------- | -------------------------------------------- |
| Tehran                                       | Iran                                         | 19                                           | 25                                           |
| Kuwait City                                  | Kuwait                                       | 12                                           | 9                                            |
| Tel Aviv                                     | Israel                                       | 2                                            | −                                            |

## Các quốc gia tham dự
Hội nghị của Liên đoàn Thể thao châu Á, được tổ chức mười tháng trước kỳ Đại hội, đã quyết định trục xuất Trung Hoa Dân Quốc (Đài Loan) khỏi đại hội và chấp nhận sự tham gia của Cộng hòa Nhân dân Trung Hoa. Các quốc gia Ả Rập, Pakistan, Trung Quốc và Triều Tiên từ chối thi đấu với Israel ở các môn quần vợt, đấu kiếm, bóng rổ và bóng đá. Đây cũng là lần cuối cùng Israel tham dự Đại hội Thể thao châu Á.
| - Afghanistan - Bahrain - Miến Điện - Trung Quốc (269) - Hồng Kông - Ấn Độ - Indonesia - Iran (400) - Iraq | - Israel (78) - Nhật Bản (291) - Cộng hòa Khmer - Kuwait - Lào - Malaysia (106) - Mông Cổ - Nepal - CHDCND Triều Tiên (162) | - Pakistan - Philippines - Singapore (60) - Hàn Quốc - Việt Nam Cộng hòa - Sri Lanka - Thái Lan |

## Lễ khai mạc

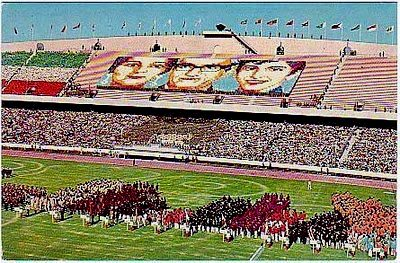
Lễ khai mạc chính thức Đại hội Thể thao châu Á 1974 tại Sân vận động Aryamehr.

Vào ngày 1 tháng 9 năm 1974, Đại hội Thể thao châu Á lần thứ bảy đã chính thức khai mạc. Danh sách khách mời bao gồm: Quốc vương Iran Mohammad-Reza Pahlavi, Thủ tướng Iran khi đó là Amir Abbas Hoveida, các thành viên nội các chính phủ Iran, Tổng thống Israel Ephraim Katzir, Tổng thống Hàn Quốc Park Chung Hee, Quốc vương Thái Lan Bhumibol Adulyadej, các đoàn ngoại giao và đại diện các Ủy ban Olympic quốc gia châu Á tham dự. Sân vận động Aryamehr chật kín với khoảng 100.000 khán giả. Sau bài phát biểu của Chủ tịch Liên đoàn Thể thao châu Á, Vương gia Yadavendra Singh, Quốc vương Mohammad Reza Shah chính thức tuyên bố khai mạc Đại hội. Buổi lễ có phần biểu diễn xếp hình bằng thẻ màu (card stunt) do sinh viên Đại học Chulalongkorn (Thái Lan) thực hiện.

## Môn thi đấu
| - Điền kinh (35) () - Cầu lông (7) () - Bóng rổ (2) () - Quyền anh (11) () - Đua xe đạp (6) () - Nhảy cầu (4) () - Đấu kiếm (8) () - Khúc côn cầu (1) () - Bóng đá (1) () | - Thể dục dụng cụ (14) () - Bắn súng (22) () - Bơi lội (25) () - Bóng bàn (7) () - Quần vợt (7) () - Bóng chuyền (2) () - Bóng nước (1) () - Cử tạ (27) () - Đấu vật (20) () |

## Lịch thi đấu
| OC | Lễ khai mạc | ● | Tranh tài | 1 | Chung kết | CC | Lễ bế mạc |

| Tháng 9, 1974             | T2 2 | T3 3 | T4 4 | T5 5 | T6 6 | T7 7 | CN 8 | T2 9 | T3 10 | T4 11 | T5 12 | T6 13 | T7 14 | CN 15 | Huy chương vàng |
| ------------------------- | ---- | ---- | ---- | ---- | ---- | ---- | ---- | ---- | ----- | ----- | ----- | ----- | ----- | ----- | --------------- |
| Điền kinh                 |      |      |      |      |      |      |      | 3    | 3     | 3     | 6     | 6     | 1     | 13    | 35              |
| Cầu lông                  |      |      |      | ●    | ●    | ●    | ●    | 2    | ●     | ●     | ●     | ●     | 5     |       | 7               |
| Bóng rổ                   | ●    | ●    | ●    | ●    | ●    | ●    | ●    | ●    | ●     | ●     | ●     | ●     | 1     | 1     | 2               |
| Quyền anh                 |      |      |      | ●    | ●    | ●    | ●    | ●    |       | ●     | ●     |       | 11    |       | 11              |
| Đua xe đạp – Đường trường |      |      |      | 1    |      |      |      |      |       |       |       |       | 1     |       | 2               |
| Đua xe đạp – Lòng chảo    |      |      |      |      |      | 1    | ●    | 1    | ●     | 2     |       |       |       |       | 4               |
| Nhảy cầu                  | ●    | ●    | 1    | 1    | 1    | 1    |      |      |       |       |       |       |       |       | 4               |
| Đấu kiếm                  |      | ●    | 1    | 1    | ●    | 1    | 1    | 1    | 1     | ●     | 1     | 1     |       |       | 8               |
| Khúc côn cầu              |      |      |      |      | ●    | ●    | ●    | ●    | ●     | ●     | ●     | ●     | ●     | 1     | 1               |
| Bóng đá                   | ●    | ●    | ●    | ●    | ●    | ●    |      | ●    | ●     | ●     | ●     | ●     | ●     | 1     | 1               |
| Thể dục dụng cụ           | ●    | 2    | 1    | 1    | 10   |      |      |      |       |       |       |       |       |       | 14              |
| Bắn súng                  | 2    | 3    | 5    | 4    | 5    | 3    |      |      |       |       |       |       |       |       | 22              |
| Bơi lội                   | 4    | 5    | 4    | 3    | 4    | 5    |      |      |       |       |       |       |       |       | 25              |
| Bóng bàn                  |      |      |      |      |      |      | ●    | ●    | ●     | 2     |       | ●     | ●     | 5     | 7               |
| Quần vợt                  | ●    | ●    | ●    | 1    | ●    | ●    | ●    | ●    | ●     | 1     | 3     | 2     |       |       | 7               |
| Bóng chuyền               | ●    | ●    | ●    | ●    | ●    | ●    | ●    | ●    | ●     | ●     | ●     |       | 1     | 1     | 2               |
| Bóng nước                 | ●    | ●    | ●    | ●    | ●    | 1    |      |      |       |       |       |       |       |       | 1               |
| Cử tạ                     | 6    | 6    | 6    | 9    |      |      |      |      |       |       |       |       |       |       | 27              |
| Đấu vật                   |      |      |      |      |      |      | ●    | ●    | 10    | ●     | ●     | 10    |       |       | 20              |
| Tổng số huy chương vàng   | 12   | 16   | 18   | 21   | 20   | 12   | 1    | 7    | 14    | 8     | 10    | 19    | 20    | 22    |                 |
| Nghi lễ                   | OC   |      |      |      |      |      |      |      |       |       |       |       |       | CC    |                 |
| Tháng 12, 1970            | T2 2 | T3 3 | T4 4 | T5 5 | T6 6 | T7 7 | CN 8 | T2 9 | T3 10 | T4 11 | T5 12 | T6 13 | T7 14 | CN 15 | Huy chương vàng |

## Bảng tổng sắp huy chương
| Hạng                | Đoàn                    | Vàng | Bạc | Đồng | Tổng số |
| ------------------- | ----------------------- | ---- | --- | ---- | ------- |
| 1                   | Nhật Bản (JPN)          | 75   | 49  | 51   | 175     |
| 2                   | Iran (IRN)              | 36   | 28  | 17   | 81      |
| 3                   | Trung Quốc (CHN)        | 33   | 46  | 27   | 106     |
| 4                   | Hàn Quốc (KOR)          | 16   | 26  | 15   | 57      |
| 5                   | CHDCND Triều Tiên (PRK) | 15   | 14  | 17   | 46      |
| 6                   | Israel (ISR)            | 7    | 4   | 8    | 19      |
| 7                   | Ấn Độ (IND)             | 4    | 12  | 12   | 28      |
| 8                   | Thái Lan (THA)          | 4    | 2   | 8    | 14      |
| 9                   | Indonesia (INA)         | 3    | 4   | 4    | 11      |
| 10                  | Mông Cổ (MGL)           | 2    | 5   | 8    | 15      |
| 11                  | Pakistan (PAK)          | 2    | 0   | 9    | 11      |
| 12                  | Sri Lanka (SRI)         | 2    | 0   | 0    | 2       |
| 13                  | Singapore (SIN)         | 1    | 3   | 7    | 11      |
| 14                  | Miến Điện (BIR)         | 1    | 2   | 3    | 6       |
| 15                  | Iraq (IRQ)              | 1    | 0   | 5    | 6       |
| 16                  | Philippines (PHI)       | 0    | 2   | 12   | 14      |
| 17                  | Malaysia (MAL)          | 0    | 1   | 4    | 5       |
| 18                  | Kuwait (KUW)            | 0    | 1   | 0    | 1       |
| 19                  | Afghanistan (AFG)       | 0    | 0   | 1    | 1       |
| Tổng số (19 đơn vị) | Tổng số (19 đơn vị)     | 202  | 199 | 208  | 609     |